# 53109 Martinphillipps
53109 Martinphillipps è un asteroide della fascia principale. Scoperto nel 1999, presenta un'orbita caratterizzata da un semiasse maggiore pari a 2,5492519 au e da un'eccentricità di 0,1272443, inclinata di 27,60447° rispetto all'eclittica.